# ابوسو
ابوسو (به لاتین: Aboso) شهرکی در غنا است که در استان غربی واقع شده‌است.

## خصوصیات
ابوسو ۹٬۷۷۷ نفر جمعیت دارد.